# Grymlings III
Grymlings III är den svenska rockgruppen Grymlings' tredje studioalbum, utgivet på skivbolaget MNW 2005.
Från albumet släpptes singlarna Moder Svea (2005), Där går min älskling (2005) och Det är något särskilt med dig (2005). Ingen av dessa tog sig in på den svenska singellistan men Moder Svea tog sig in på Svensktoppen.
På albumet hade den tidigare medlemmen Pugh Rogefeldt ersatts av Mats Ronander.

## Låtlista
1. "Det är något särskilt med dig"
2. "I ingen mans land"
3. "Mexico"
4. "Som solens gång"
5. "När vi var barn"
6. "Runt runt runt"
7. "Där går min älskling"
8. "När ett ja är lika med ett nej"
9. "Hellre lite av mycket (än mycket av ingenting)"
10. "Fall efter all"
11. "Fri som en fågel"
12. "Ingenting kan nå oss"
13. "Moder Svea"

## Medverkande
- Göran Lagerberg – sång, bas
- Magnus Lindberg – sång, akustisk gitarr, munspel
- Mats Lindfors – mastering, producent, inspelning
- Mikael Rickfors – sång, akustisk gitarr, elgitarr, elpiano
- Mats Ronander – sång, akustisk gitarr, elgitarr, munspel
- Nicci Wallin – trummor, slagverk, akustisk gitarr, producent, inspelning

## Mottagande
Grymlings III fick negativa recensioner när den kom ut och har medelbetyget 1,8/5 på sajten Kritiker.se, som sammanställer bland annat skivrecensioner, baserat på tre recensioner.
Expressens recensent Lennart Persson gav skivan betyget 2/5 och avslutade recensionen "Folk som tycker att Plura sjunger för illa och att Lundell är för barsk kan möjligen hitta försonande drag."
Helsingborgs Dagblad totalsågade skivan och gav den betyget 1/5. Recensenten skrev "Det här är nämligen en sällan skådad sörja av textpekoral och döda rockriff där avslutande "Moder Svea" framstår som en närmast perfekt parodi på fyra omdömeslösa män som lovsjunger sitt land på en mycket sen efterfest."
Svenska Dagbladet gav även dem skivan ett negativt omdöme (betyg 2/6). Recensenten Stefan Malmqvist konstaterade att "...Pugh ska nog vara glad att han stod över" och avslutade "Det märkliga är att ingen av dessa erfarna herrar får till det här. De sjunger sina låtar sida vid sida som om de staplade lådor i ett lager. Någon kemi mellan aktörerna märker åtminstone inte jag av."

## Listplaceringar
| Lista (2005) | Topplacering |
| ------------ | ------------ |
| Sverige      | 10           |

### Fotnoter
1. 1 2  ”Grymlings”. Svensk mediedatabas. http://smdb.kb.se/catalog/search?q=Grymlings+typ%3Afonogram&sort=OLDEST. Läst 21 januari 2013.
2. 1 2  Placeringar på den svenska albumlistan
3. ↑  ”Svensktoppen 1 maj 2005”. Sveriges Radio. http://sverigesradio.se/sida/topplista.aspx?programid=2023&date=2005-05-01. Läst 21 januari 2013.
4. 1 2  Malmqvist, Stefan (1 april 2005). ”Grymlings – Grymlings”. Svenska Dagbladet. http://www.svd.se/kultur/musik/grymlings-grymlings_30656.svd. Läst 23 augusti 2012.
5. ↑  ”Grymlings III”. Kritiker.se. http://kritiker.se/skivor/grymlings/grymlings/. Läst 22 januari 2013.
6. ↑  Persson, Lennart (14 april 2025). ”Grymlings – Grymlings”. Expressen. http://www.expressen.se/noje/recensioner/musik/grymlings-grymlings/. Läst 23 januari 2013.
7. ↑  Fällmar Andersson, Peter (2 april 2005). ”Grymlings”. Helsingborgs Dagblad. http://hd.se/noje/skivor/2005/04/02/grymlings/. Läst 23 januari 2013.